# 제2차 다키아 전쟁
제2차 로마-다키아 전쟁은 105년에서 106년 사이에 일어났으며, 다키아 왕 데케발루스가 제1차 다키아 전쟁에서 로마 황제 트라야누스와 맺은 강화 조건을 어겼기 때문이었다.

## 전쟁 이전 상황
데케발루스는 항복함에 따라, 한동안 로마에 순응하였지만, 곧 로마인들을 적대하는 부족들에서 반란을 유도하였다.

## 전쟁
전쟁이 시작될 때, 트라야누스는 병력들을 빠르게 다키아로 이동시키기 위해 다뉴브강을 가로지르는 다리를 지었다. 첫 번째 전쟁과는 달리, 두 번째 전쟁에서는 다수의 동맹 부족들과 마주한 로마군이 결정적 승리를 거두는 데 고군분투한 로마군이 많은 피해를 입은 것이 확인된 소규모 접전들이 있었다. 하지만 트라야누스는 이런 방해에 굴하지 않았고, 더 많은 로마 군단들이 다키아를 향해 트라야누스 다리를 건너 서서히 트라야누스의 병력들이 북쪽으로 밀고 들어가기 시작했다. 다키아의 수도 사르미제게투사에 대한 공격이 아디우트릭스 제2군단과 플라비아 펠릭스 제4군단 등과 페라타 제6군단의 분견대 (벡실라티오)가 참여와 함께 106년 여름에 시작되었다 (사르미제게투사 전투 참조). 다키아군은 첫 번째 공격을 막아냈으나, 로마군이 수도로 향하는 송수관을 파괴했다. 사르미제게투사는 결국에 불에 타 무너졌다. 데케발루스는 로마군에 산채로 붙잡히기보다는 자결을 택했다. 그럼에도 전쟁은 계속되었고, 다키아 왕의 충복인 비킬리스(Bicilis)의 배반 덕에, 로마군은 사르게시아강에서 금 165,500 kg과 은 331,000 kg에 이르는 데케발루스의 보물을 찾아냈다. 다키아 왕의 병력과 최후의 전투는 포롤리슴에서 벌어졌다.

## 여파

로마 제국에 합병된 다키아 영토 (붉은색으로 표시)

113년에 트라야누스는 자신의 승리를 기념하기 위해 로마의 콜로세움 근처에 트라야누스 원주를 지었다. 로마인들이 다키아 왕국을 정복하기는 했지만, 다키아 왕국의 넓은 영역들이 로마 제국의 행정권 밖에 있었다. 추가적으로 다키아 정복은 이 지역의 힘의 균형을 변화시켜, 로마에 대항하는 켈트 및 게르만 부족과 왕국들 간의 동맹을 체결하는 데 기폭 장치 역할을 하였다. 그럼에도 정복된 영토와 그 주변에서, 로마 제국 체계의 일부가 되는 물질적 이점들은 대다수의 남아있는 다키아 귀족 계층들에 상실되지는 않았다. 따라서 대부분의 현대 루마니아 역사가 및 언어학자들은 로마의 정복 이후에 많은 다키아인들이 로마화가 이뤄졌다고 믿는 과정이 시작되었다 (루마니아인의 기원 참조)

## 같이 보기
- 제1차 다키아 전쟁
- 트라야누스의 다키아 전쟁
- 트라야누스
- 로마령 다키아
- 데케발루스